# シエラマドレジリス
シエラマドレジリス (Callospermophilus madrensis)は、哺乳綱ネズミ目（齧歯目）リス科に分類されるジリスの1種。
メキシコの針葉樹林に生息する、小型のジリスである。

## 分布
メキシコ北西部チワワ州およびドゥランゴ州

## 形態
頭胴長169ミリメートル、尾長64ミリメートル、体重151グラム。
被毛の色は、姉妹種のキンイロジリスと似ているが、キンイロジリスに比べて、くすんだ色合いで、濃い色の縞は短く色あせており、白色の縞は長い。
キンイロジリスより体も小さく、尾も短い。

## 生態
標高3,000-3,750メートルの針葉樹林に生息する。
もっぱらトガサワラ属、マツ属、ビャクシン属、ポプラの針葉樹林に見られる。
繁殖は年に1回で、春に行われる。春の終わりから初夏にかけて出産し、1度の出産で2-5頭の子を産む。
森林伐採による生息地の破壊に脅かされている。